# تهذیب الاحکام
تهذیب الاحکام فی شرح المقنعه که به اختصار به تَهذیبُ الأحکام مشهور است، از مهم‌ترین و مفصل‌ترین منابع فقهی شیعه امامیه و یکی از چهار کتاب اصلی روایی شیعه، مشهور به کتب اربعه است. این اثر نوشته ابوجعفر محمد طوسی، مشهور به شیخ طوسی است که اولین و جامعترین اثر اوست. 
وی این کتاب را با هدف حل معضل تعارض میان حدیث‌های شیعه نوشته‌است و در آن سعی کرده‌است تا با مبنا قرار دادن کتاب المقنعه شیخ مفید، کتابی جامع در زمینه حدیث و فقه بنویسد. طوسی در مقدمه تهذیب‌الاحکام نوشته‌است که یکی از دوستانش، به او اطلاع داده‌است که تعارض‌هایی در حدیث‌های شیعه وجود دارد که باعث انتقاد مذاهب دیگر و در نتیجه جدایی گروه‌هایی از تشیع شده‌است. این دوست از شیخ طوسی می‌خواهد تا برای رفع این تعارض‌ها، شرحی بر کتاب المقنعه اثر شیخ مفید بنویسد و در ضمن گزارش مستندهای هر مسئله فقهی، به ذکر حدیث‌های متناقض آن موضوع نیز بپردازد. بنابراین شیخ به نوشتن کتاب تهذیب الاحکام اقدام کرد. گروهی همچون محمدباقر خوانساری بر این باورند که تهذیب الاحکام به سفارش شیخ مفید تألیف شده‌است؛ اما این باور به عقیده شبیری در دانشنامه جهان اسلام، صحیح به نظر نمی‌رسد.
شیخ طوسی این کتاب را در ۱۰ جلد تدوین کرده‌است. این اثر بر اساس چاپ نجف، ۴۰۹ باب است که ۲۸ تا از آنها تکراری است. تعداد حدیث‌های این کتاب ۱۳٫۹۸۸ حدیث شمارش شده‌است. از این اثر چندین نسخه خطی و نفیس در کتابخانه‌های جوامع اسلامی باقی مانده‌است و متن آن با تصحیح‌های گوناگون، بارها به چاپ رسیده‌است. اولین نسخه چاپی از این اثر که به تحقیق حسن موسوی خرسان در نجف تدوین شده‌است، به سال ۱۳۷۹ ه‍.ق به چاپ رسیده‌است. اهمیت این اثر سبب شده‌است تا مورد توجه دانشمندان شیعه باشد و شرح‌های مختلفی برای آن نوشته شود. به گزارش آقابزرگ تهرانی، شانزده شرح و بیست حاشیه بر این کتاب نگارش یافته‌است.
تهذیب‌الاحکام، نسبت به سایر کتب اربعه جامع‌تر است و  روایت‌های فقهی را در سرفصل‌های متنوع‌تری گنجانده‌است؛ تا جایی که به عقیده برخی از دانشمندان شیعه، این کتاب به تنهایی برای استناد فقیهان به روایات، کافی است. روایت‌های تهذیب در سه دسته تقسیم شده‌اند؛ «احادیث ادله» که شیخ به عنوان دلیل حکم شرعی بیان می‌کند، «حدیث‌های متعارض» که با حدیث‌های ادله متعارضند و «احادیث شواهد» که در تأیید یا رد یکی از حدیث‌های متعارض گزارش شده‌اند. شیخ طوسی روایت‌های ابتدایی هر باب را بر روایت‌های پایانی باب، ترجیح داده‌است. همچنین وی به جهت رعایت اختصار در کتاب، حدیث‌ها را با سندی معلق می‌آورد و در انتهای کتاب، طریقه خود به هر روایت را به‌طور کامل گزارش می‌کند. طوسی در این اثر کوشیده‌است تا راه جمع عرفی و نه ایراد از اسناد حدیث‌ها را برای حل مشکل تعارض روایات، ارائه کند. با این وجود ایراداتی چون وجود حدیث‌های ضعیف، ضعف در بیان وجوه حل تعارض بین روایت‌های متعارض، بیان دلایل غیر محکم برای برخی ادعاها و وقوع خطا و تحریف در نقل سند و متن برخی روایات، سبب شده‌است تا کتاب مورد انتقاد برخی از فقیهان و علمای علم حدیث قرار گیرد.

## مؤلف
ابوجعفر محمد بن حسن، ملقب به شیخ طوسی و شیخ الطائفه، به سال ۳۸۵ ه‍.ق در طوس متولد شد. او به دوران حکومت آل بویه می‌زیست و در این دوره، از حمایت‌های حکومت وقت نسبت به عالمان شیعه برخوردار بود. وی به سال ۴۰۸ ه‍.ق وارد بغداد شد. او چهل سال در بغداد بود و نزد استادان خود همچون شیخ مفید، تحصیل کرد. بنابر گزارش‌هایی، در سال‌های ۴۴۸ تا ۴۴۹ ه‍. ق، پس از بالا گرفتن نزاع میان شیعیان و اهل سنت در بغداد، از شیخ نزد خلیفه بدگویی شد و پس از آن گروهی از متعصبان سنی مذهب، به منزل شیخ حمله کردند و کتابخانه او را آتش زدند. طوسی نیز پس از این رویداد، بغداد را ترک کرد و عازم نجف شد. طوسی ۱۱ سال در نجف بود و حضور او سبب شد تا حوزه‌ای بزرگ در نجف که تا آن روزگاران، شهری متروک قلمداد می‌شد، شکل بگیرد. سرانجام شیخ طوسی به سال ۴۶۰ ه‍.ق از دنیا رفت و در منزل خویش در نجف دفن شد.

## پیش‌زمینه
تا پیش از سده دوم ه‍. ق، عبارت «تدوین حدیث» مرسوم نبود و از عناوینی چون «تقیید حدیث» یا «کتابت» و «تألیف» استفاده می‌شد. محدثان سنی مذهب در قرن اول ه‍. ق، از نگارش حدیث منع می‌شدند یا آن را مکروه می‌دانستند. در مقابل، محدثان شیعه، به روایت‌هایی از پیامبر اسلام استناد می‌کردند که در آنها به نگارش حدیث توصیه می‌شد. سخت‌گیری‌ها در منع روایت، در خصوص روایت‌های فقهی با اغماض همراه بود. در میان شیعیان امامیه، روایاتی گزارش شده‌است که اولین کتاب‌های مدون حدیثی، متعلق به علی بن ابی‌طالب بوده‌است که به دستور پیامبر اسلام و به جهت حفظ تعالیم اسلامی برای امامان پس از علی نگارش یافته‌است. نام این اثر در برخی روایات، «الجامعه» یا «کتاب علی» عنوان شده‌است. عمر بن عبدالعزیز (۹۹–۱۰۱ ه‍.ق)، خلیفه اموی در قرن دوم هجری به حاکمان ولایت‌های اسلامی دستور داد تا هر حدیث منسوب به پیامبر اسلام را بنویسند. پیش‌تر، شاگردان محمد باقر (۵۷–۱۱۴ ه‍.ق)، به این کار مبادرت کرده بودند که در دوران جعفر صادق با توان بیشتری پی گرفته شد. آقابزرگ تهرانی در کتاب الذریعه، یکصد و هفده اصل را به شاگردان محمد باقر و جعفر صادق منسوب دانسته و نام آنها را ذکر کرده‌است. روند نگارش حدیث به صورت «اصل» در تشیع، تا دوران امامت حسن عسکری (مـ ۲۶۰ ه‍.ق) ادامه داشت. امامان شیعه، همواره شاگردان خود را به نگارش حدیث ترغیب می‌کردند. در این‌باره، محمد باقر، مفضل بن عمر را به نوشتن حدیث توصیه کرد و به او از در پیش بودن روزگاری پر آشوب خبر داد که جز روایت‌های مکتوب، منبع دینی دیگری وجود ندارد. از آن پس، شاگردان امامان شیعه، به‌ویژه اصحاب جعفر صادق، حدیث‌ها را مکتوب می‌کردند. درنتیجه ۴۰۰ کتاب حدیثی تألیف شد که بعدها پایه علوم حدیث شیعه را شکل داد. این آثار که در اصطلاح علوم حدیث به آنها «اصل» می‌گویند؛ به جهت تعدادشان، به اصول اربعه‌مأئة (به فارسی: اصول چهارصدگانه) مشهورند. اهمیت این اصول، پس از روی‌کار آمدن عباسیان و سخت‌گیری بر علویان بیشتر شد و به این جهت، شیعیان برای جمع‌آوری و کتابت حدیث، انگیزه بیشتری پیدا کردند.

## نگارش
عصر ورود شیخ طوسی به بغداد، همزمان با مرکزیت حکومت عباسیان در این شهر بود. در شهر بغداد، هر دو طایفه شیعه و سنی، مرکزهای علمی مهمی داشتند و در بر همین اساس، هر دو طرف همواره خود را متعهد می‌دانستند تا از مذهب خود دفاع علمی و سیاسی کنند. با توجه به قرینه‌های موجود، با وجود اختلاف میان شیعه و سنی در آن روزگار، اتحاد و هماهنگی کاملی در بین بزرگان شیعه نیز وجود نداشت و آنها در امور فقهی، دچار اختلاف‌های فراوانی بودند. از همین رو، شیخ بیشتر اهتمام خویش را در رفع تعارض و تناقض‌های علمی و اجتماعی قرار داد و در این خصوص نقش مهمی را ایفا کرد. به گزارش مسعودی — از پژوهشگران شیعه — با نگاهی به آثار شیخ طوسی، مشخص می‌شود که وی به عنوان یک منجی و چاره‌گر به تألیف آثارش پرداخته‌است تا با رفع تناقض‌ها از چهره مذهب تشیع، از این مذهب پاسداری کند. شیخ پس از آنکه از او درخواست شد تا کتابی تألیف کند که تناقض‌ها و تعارض‌های حدیث‌ها را رفع کند و از جدا شدن گروهی از شیعیان از مذهب جلوگیری نماید، اقدام به تألیف کتاب تهذیب الاحکام نمود و از این رو کتاب تهذیب، با رویکردی کلامی نگارشته شد.
طوسی در مقدمه تهذیب‌الاحکام نوشته‌است که یکی از دوستانش، به او اطلاع داده‌است که تعارض‌هایی در حدیث‌های شیعه وجود دارد که باعث انتقاد مذاهب دیگر و در نتیجه جدایی گروه‌هایی از تشیع شده‌است. این دوست از شیخ طوسی می‌خواهد تا برای رفع این تعارض‌ها، شرحی بر کتاب المقنعه اثر شیخ مفید بنویسد و در ضمن گزارش مستندهای هر مسئله فقهی، به ذکر حدیث‌های متناقض آن موضوع نیز بپردازد. بنابراین شیخ به نوشتن کتاب تهذیب الاحکام اقدام کرد. گروهی همچون محمدباقر خوانساری بر این باورند که تهذیب الاحکام به سفارش شیخ مفید تألیف شده‌است؛ اما این باور به عقیده شبیری در دانشنامه جهان اسلام، صحیح به نظر نمی‌رسد.
در این اثر به هیچ‌یک از کتاب‌های دیگر مؤلف اشاره‌ای نشده‌است. از این رو، احتمالاً اولین کتاب شیخ طوسی بوده‌است و خود نویسنده به این که کتابش را پیش از استبصار نوشته‌است تصریح می‌کند. با توجه به این که در ابتدای کتاب از شیخ مفید با عبارت «ایده الله» و در بخش‌های دیگر با «رحمة الله» یاد شده است، احتمالاً تحریر این کتاب در زمان حیات مفید آغاز و تا پس از مرگ او — رمضان ۴۱۳ ه‍. ق — ادامه‌ داشته‌است. به گزارش دایرة المعارف بزرگ اسلامی، طوسی تألیف این اثر را در سال‌های آغازین تحصیل نزد شیخ مفید آغاز کرد و در زمان درگذشت مفید، کتاب را به باب صلاة رسانیده بود. شیخ تا مهاجرتش به نجف در سال ۴۴۹ ه‍.ق، کار بر روی این کتاب را ادامه داد. ویژگی اصلی این کتاب، دسترسی نویسنده آن به کتابخانه‌های بزرگی چون کتابخانه سید مرتضی و کتابخانه محله کرخ بغداد می‌باشد که سبب شد تا شیخ طوسی بتواند، روایت‌های ناشناخته در میان منابع را جمع‌آوری کند.

## محتوا
تهذیب الاحکام یک کتاب حدیث است که به گفته محدث نوری، مشتمل بر ۱۳٫۵۹۰ حدیث و به بر اساس شمارش ویراستار کتاب، مشتمل بر ۱۳٫۹۸۸ حدیث حدیث است. این حدیث‌ها به صورت موضوعی در باب های مختلفی — که فصل های کتاب را تشکیل می دهند — تفکیک شده‌اند. خود نگارنده در کتاب الفهرست گفته است که این کتاب ۲۳ باب دارد، اما بر اساس نسخه چاپ نجف تهذیب الاحکام تعداد باب‌های آن ۴۰۹ است که ۲۸ باب از آنها تکراری است. در گزارش محدث نوری، تعداد باب‌ها ۲۹۳ عنوان شده‌است. این کتاب در ۱۰ جلد به تحریر در آمده‌است. به نظر شبیری در دانشنامه جهان اسلام، علت این تفاوت‌ها در آمار، اشتباه در محاسبه و شمارش یا یکی دانستن برخی از باب‌های و حدیث‌ها می‌باشد.
طوسی سعی کرده‌است تا در این اثر جز روایت‌های فقهی، روایت دیگری را وارد نکند. این اثر به عنوان شرح کامل کتاب المقنعه شیخ مفید نگارش یافته‌است. شیوه التزام نویسنده به کتاب المقنعه در سرتاسر کتاب یکسان نیست و در برخی موارد، به بیان تمام فتوای شیخ مفید پرداخته‌است و در بیشتر کتابش، تنها از ترتیب المقنعه پیروی می‌کند و فتواهای شیخ مفید را ذکر نمی‌کند. یکی از تفاوت‌های المقنعه و تهذیب الاحکام، سنددار ذکر کردن برخی از روایت‌های المقنعه است که توسط مفید بدون سند ذکر شده‌اند. از این رو کتاب تهذیب، یک شرح آزاد از کتاب المقنعه به‌شمار می‌آید. عبارت «المقنعه» در سه جلد ابتدایی تهذیب الاحکام بسیار نقل شده‌است و به تدریج کاهش می‌یابد تا اینکه از جلد ششم به بعد، دیگر از این عبارت استفاده نمی‌شود. بر اساس تحلیل‌هایی، جلد ششم کتاب، آخرین جلد تألیف شده کتاب است. شیخ طوسی در این اثر، گاهی برای گزارش استدلال‌های شیخ مفید در المقنعه، به نظر اهل خبره استناد می‌کند. او گاهی فتواهای مفید را تفسیر یا تاویل می‌کند و این کار را به جهت برگزیدن فتوایی غیر از فتوای شیخ مفید انجام داده‌است. در این اثر گاهی وقت‌ها بین فتوای شیخ مفید و متن حدیث، تلفیق صورت می‌گیرد و شناسایی این دو را سخت کرده‌است.
مولف در هر باب بعد از بیان حکم شرعی و استنباط آن با دلایل قطعی فقهی نزد شیعه دوازده‌امامی، به تاویل یا تضعیف روایت‌های متعارض پرداخته‌است. در باب اول، شیخ طوسی به بیان روایت‌های شیعه در خصوص مسئله، اشاره به روایت‌های اهل سنت به صورت مرسل و پس از آن بیان مباحث گوناگون قرآنی، ادبی و اصولی در خصوص موضوع پرداخته‌است اما تسری این شیوه، احتمالاً کتاب را از حالت حدیثی خارج می‌کرد. پس، در باب‌های بعدی، این سیاست نگارشی تغییر کرده‌است و تنها به بیان تعارض بین روایت‌های شیعه و رفع آن پرداخته شده‌است. طوسی همچنین در ادامه، باب‌هایی را که در کتاب المقنعه نیز وجود نداشت، به کتاب افزوده‌است. طوسی حدیث‌های ابتدایی هر باب را بر حدیث‌های انتهای باب، ترجیح داده‌است. وی به جهت رعایت اختصار در کتاب، حدیث‌ها را با سندی معلق می‌آورد و در انتهای کتاب، طریقه خود را به هر راوی به‌طور کامل گزارش می‌کند. بیشتر حدیث‌های این اثر در موضوع فقه می‌باشند و نسبت به کافی و من لایحضره الفقیه، شامل روایت‌های فقهی بیشتری می‌باشد. ارائه نسبتاً کامل از آراء موافق و مخالف احکام شرعی مورد اختلاف، از ویژگی‌های این اثر است.
حدیث‌های تهذیب در سه دسته تقسیم شده‌اند؛ «احادیث ادله»، «احادیث متعارض» و «احادیث شواهد». دسته اول، حدیث‌هایی است که شیخ مفید یا طوسی به استناد آن روایت‌ها حکم شرعی خود را استنباط و ارائه کرده‌اند. دسته دوم، روایت‌های متعارض با دسته اولند و دسته سوم نیز شواهدی هستند برای سازگار کردن حدیث‌های متعارض با یکدیگر یا سایر تاویل‌های حدیث. بخش عمده این کتاب را حدیث‌های متعارض تشکیل داده‌اند و بخش بسزایی از کتاب، شامل تفسیرها، ادله و توضیح در مورد حل تعارض روایت‌ها است. در این موارد، شیخ طوسی ۳۲۷ مرتبه از خود نام می‌برد. تفسیرهای او بر مبادی کلامی استوار است. طوسی برای رفع تعارض بین روایت‌ها، در این اثر کوشیده‌است تا به جای اشکال کردن بر سند روایت و بی‌اعتبار کردن آن، از راه جمع عرفی اقدام کند. او با وجود آن که آوردن تاویل برای حدیث‌ها را لازم نمی‌دانست، اما برای حدیث‌های متعارض تاویل آورد. بسیاری از متکلمان و فقیهانِ پس از او نیز راه‌حل جمع عرفی او را پذیرفته‌اند اما در مواردی، در مصادیق دچار تردید و انکار شده‌اند. با این وجود، طوسی در موارد بسیاری، حدیث‌های متعارض را ضعیف و بی‌اعتبار می‌داند و از این استدلال برای رفع تعارض استفاده کرده‌است. یکی از مهمترین قواعد جمع عرفی در این کتاب، حمل روایت‌های ائمه دوازده‌گانه بر «تقیه»، «سنی مذهب بودن راوی حدیث»، «موافقت با فتوای اهل سنت یا حاکمان وقت»، «مخالفت آن با ظاهر قرآن یا احادیث متواتر و حتی اجماع امامیه» است. «حمل حدیث بر حالت عذر و ضرورت» از دیگر استدلال‌های پرتکرار شیخ طوسی برای رفع تعارض است. «حمل امر بر استحباب» و «حمل نهی بر کراهت»، از قواعد دیگری است که طوسی در این اثر به آنها ملتزم است. در مقابل، «اختصاص دادن حکم روایت به مورد خاص آن روایت»، «حمل اخبار در حدیث بر تعجب و انکار»، «حمل حدیث‌های متعارض بر تخییر» و «حمل امر به دو کار بر وجوب تخییری» از قواعد کم کاربرد در کتاب تهذیب الاحکام است. شیخ طوسی در مواردی، با وجود روایت‌های متعارض دیگری، تنها به ذکر یک روایت متعارض اکتفا کرده‌است. دلیل این کار او، امکان حمل دلایل رفع تعارض بر دیگر روایت‌های متعارض عنوان شده‌است. همچنین در مواردی، برای رفع تعارض دو روایت، راه‌های متعددی را گزارش می‌کند، اما هیچ‌کدام را بر دیگری ترجیح نمی‌دهد.

### ارتباط تهذیب و استبصار
کتاب استبصار، بعد از کتاب تهذیب نگارش یافته‌است. باب‌های کتاب تهذیب و استبصار با هم تفاوتی چندان ندارند و تمام حدیث‌های استبصار، به گونه‌ای در کتاب تهذیب آمده‌اند. با این وجود، این دو اثر در اسنادهایشان با هم تفاوت‌هایی دارند. برای نمونه در جلد ابتدایی استبصار، بیش از دویست روایت بدون آغاز سند آمده‌است که در کتاب تهذیب، با سند کامل ذکر شده‌اند و در مقابل، در هشتاد مورد دیگر، اسناد استبصار نسبت به تهذیب، کامل‌تر آمده‌اند. طریق‌های گزارش‌شده در کتاب استبصار، غالباً کوتاه‌تر از طریق‌های کتاب تهذیب عنوان شده‌اند. بیشتر تفسیرها و توضیح‌های مؤلف در استبصار، از کتاب تهذیب ریشه گرفته‌اند، هرچند تعبیر و جمله‌بندی متفاوتی دارد. این دو کتاب، علی‌رغم ارتباط‌ نزدیک، دو اثر مجزا و مستقل از هم هستند. «تنظیم شدن بر اساس کتاب المقنعه»، «حذف سندهای روایت به جهت رعایت اختصار» و «کوشش در رفع تعارض میان حدیث‌های متعارض» از ویژگی‌های مشترک استبصار و تهذیب، عنوان شده‌است. بنابر آنچه شیخ طوسی در علت نگارش اثر عنوان می‌کند؛ این کتاب نوعی تلخیص از تهذیب الاحکام او می‌باشد.

## اعتبار و اهمیت

حدیثی از جواد از کتاب تهذیب الاحکام

کتاب تهذیب الاحکام یکی از کتب اربعه شیعه است که مورد استناد فقهی فقیهان امامیه قرار می‌گیرد. به گزارش شبیری در دانشنامه جهان اسلام، این اثر را از لحاظ جامعیت، پراهمیت‌ترین کتاب از این چهار کتب اربعه برشمرده‌اند. بحرالعلوم — از فقیهان شیعه — این کتاب را بی‌نیازکننده فقیهان از سایر کتاب‌های حدیثی می‌داند. علامه حلی این کتاب را «اصل فقه» وصف کرده‌است و در کنار المقنعه، مهم‌ترین کتاب فقهی برشمرده‌است. محمدتقی مجلسی این اثر را از لحاظ اعتبار پس از کتاب کافی و من لایحضره الفقیه جای داده‌است. در این میان، دانشمندان اخباری با استناد به سخن شیخ طوسی در عده فی الاصول، معتقدند که تمام حدیث‌های این کتاب، صحیح است. در این اثر، همچون من لایحضر الفقیه، روایت‌های متعارض گزارش شده‌اند که نشانه عمق و اعتبار این اثر می‌باشد.
شخص مولف نیز بارها در دیگر آثارش از این کتاب به عنوان مرجع یاد کرده‌است. خود او در کتاب استبصار که پس از تهذیب الاحکام به نگارش درآورده است، از این اثر با عبارت‌هایی چون «کتاب الکبیر» و «کتابنا الکبیر» یاد کرده‌است.
علاوه بر جنبه فقهی کتاب تهذیب، جنبه حدیثی این اثر نیز مورد توجه منابع شیعی قرار گرفته‌است. منابع حدیثی که بعد از این کتاب تدوین شده‌اند، حدیث‌های این اثر را نقل کرده و به آنها استناد کرده‌اند. به گواه دانشنامه جهان اسلام، حدیث‌های بسیاری از این کتاب توسط سید بن طاووس در آثارش و ابن ادریس در کتاب السرائر، نقل شده‌اند. صاحب معالم در خصوص روایت‌های این اثر معتقد است که در بسیاری از روایات، به جهت تعلیق در سند روایت‌ها، افتادگی‌های بسیاری در متن سند آنها رخ داده‌است. شیخ طوسی نیز در ابتدای کتاب تهذیب می‌نویسد: «اخباری که در کتابم نقل کرده‌ام، اخبار متواتر و روایاتی است به همراه قرائن دال بر صحت، و همان سنت مقطوعی که اصحاب مشهور ما آورده‌اند.» این کتاب توسط عالمان شیعی بسیاری در دوره‌های مختلف، تدریس شده‌است.

## نقد و بررسی
در نزد فقیهان دیگر نیز، دیدگاه‌های شیخ طوسی در کتاب تهذیب، فتواهای او تلقی شده و مورد بررسی قرار گرفته‌اند. از مواردی که مورد توجه منابع فقهی قرار گرفته‌اند، تفاوت برخی از فتواهای شیخ در کتاب تهذیب و فتوای او در دیگر کتاب‌های اوست. همچنین برخی از فتاوای شیخ طوسی در این اثر، از آراء اختصاصی او قلمداد شده که قائلان اندکی داشته‌اند. «وجود حدیث‌های ضعیف»، «ضعف در بیان وجوه حل تعارض بین روایت‌های متعارض»، «بیان دلایل غیر محکم برای برخی ادعاها» و «وقوع خطا و تحریف در نقل سند و متن برخی روایات»، از جمله معایب این اثر به‌شمار می‌آید. وجود اشکال‌هایی در سند روایت سبب شده‌است تا جمعی از عالمان شیعه چون شهید ثانی، یوسف بحرانی، محمد کلباسی، نوری و تستری به این اثر نقدهایی را مطرح نمایند.

## چاپ و نشر
تهذیب الاحکام نخستین بار در دو جلد رحلی با تصحیح احمد شیرازی و باقر قوچانی در سال‌های ۱۳۱۷ و ۱۳۱۸ ه‍.ش به روش چاپ سنگی، منتشر شد. این کتاب با تصحیح سید حسن موسوی خرسان در سال ۱۳۷۹ خورشیدی در نجف با قطع وزیری در ده جلد چاپ‌ شده‌است و بعد از آن بارها به صورت چاپ افست، نشر یافته‌است. این چاپ تحقیق شده کتاب، نخستین چاپ تحقیقی اثر بوده‌است. دو تصحیح دیگر از این کتاب، از محمد جعفر شمس‌الدین در سال ۱۴۱۲ ه‍.ق در بیروت و علی اکبر غفاری در سال ۱۳۷۶ ه‍.ش در تهران منتشر شده‌است.

### نسخه‌شناسی اثر

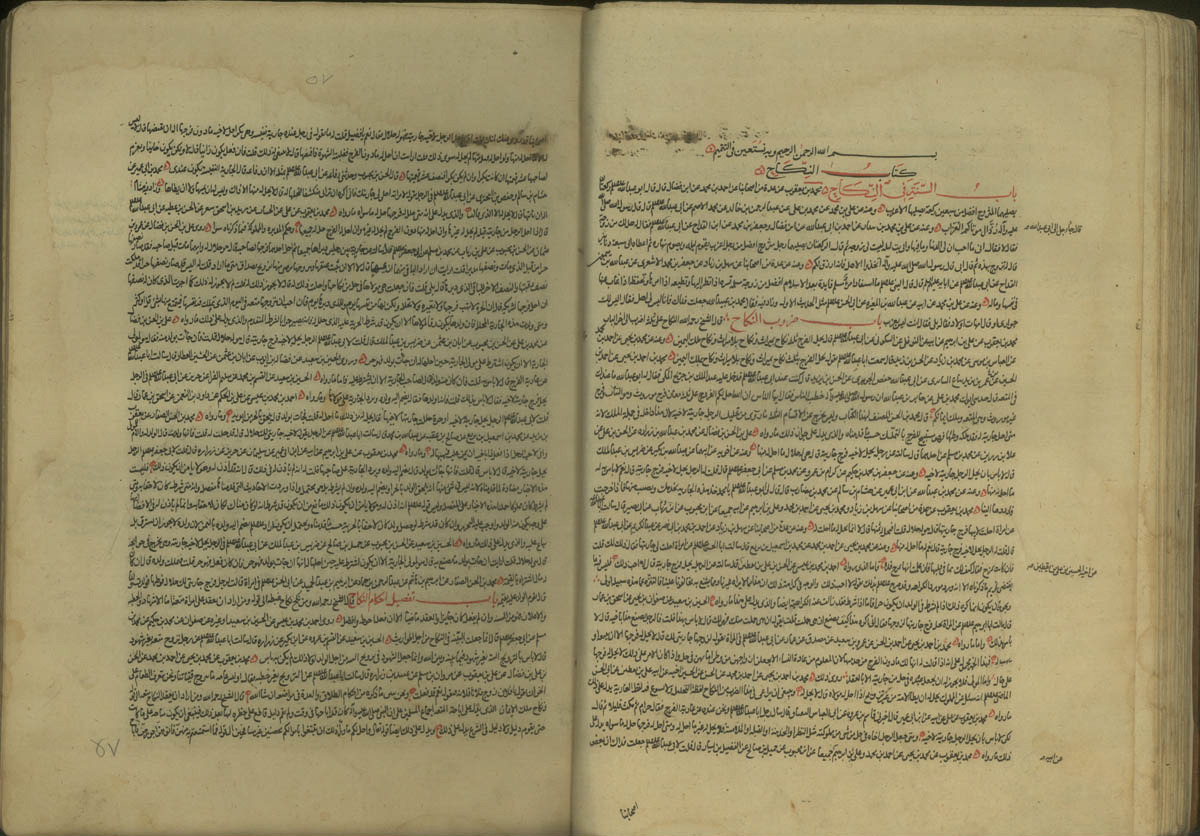
نسخه‌ای خطی از کتاب تهذیب الاحکام، کتابت شده به سال ۹۶۳ ه.ق

از کتاب تهذیب الاحکام، نسخه‌های نادری وجود دارد. نسخه اصلی کتاب به خط مؤلف است که در اختیار نوادگان او قرار داشته‌است. شهید اول و ثانی از این نسخه نقل‌هایی داشته‌اند و شهید ثانی مستقلاً، نسخه‌ای از کتاب را به دست‌خط مؤلف در اختیار داشته‌است. یک نسخه دیگر از کتاب، به خط مؤلف نزد پسر او بوده‌است که شیخ طوسی آن را برای پسرش قرائت کرده‌است. این نسخه نزد علی بن محمد بیاضی (متوفی ۸۷۷ ه‍.ق) بوده‌است. همین‌طور حسن بن زین الدین در منتقی الجمان، بیشتر نقل‌های کتاب را از نسخه اصلی تهذیب گزارش کرده‌است. نسخه دیگری از این اثر در دست نوه حسن بن زین الدین به نام علی بن محمد عاملی گزارش شده‌است. همچنین، نسخه‌ای از تهذیب که شامل جزء اول کتاب است، در کتابخانه علامه سید محمد حسین طباطبایی نگهداری می‌شود که به گواه یکی از مالکان نسخه، شیخ بهایی آن را به خط مؤلف دانسته‌است. اما شواهدی بر صحت این ادعا وجود ندارد. یک نسخه دیگر از بخش‌هایی از کتاب که به خط حسین بن عبدالصمد حارثی — پدر شیخ بهایی — نوشته شده‌است، گزارش شده‌است. از این کتاب نسخه‌های فراوانی در کتابخانه‌های اسلامی وجود دارد که بسیاری از آنها معتبرند. قدیمی‌ترین نسخه تاریخ‌دار، کتابی است که تاریخ کتابت آن ۵۷۵ ه‍.ق عنوان شده‌است و مشتمل بر جلد چهار و بخشی از جلد پنجم کتاب است. این نسخه در کتابخانه آیت الله گلپایگانی قم نگهداری می‌شود.

### تلخیص، شرح و تحقیقتهذیب‌الاحکام
کتاب تهذیب الاحکام از جهت روایی مورد توجه منابع حدیثی شیعه قرار گرفته‌است و نقل روایت‌های بسیاری از حدیث‌های آن صورت گرفته‌است. حسن بن زین‌العابدین ملقب به صاحب معالم، روایت‌های صحیح و حسن این کتاب را در کتابی دیگر با عوان منتفی الجمان جمع‌آوری کرده‌است. حدیث‌های این اثر در آثار متنوعی گزارش شده‌اند که می‌توان به وسائل الشیعه، الوافی، بحارالانوار، السرائر و آثار سید بن طاووس اشاره کرد. کتاب ترتیب التهذیب، بر پایه این باور شکل گرفته‌است که کتاب تهذیب الاحکام، ترتیب و تنظیم شایسته‌ای ندارد؛ با این وجود برخی این کتاب را «تخریب التهذیب» لقب داده‌اند. ترجمة تهذیب الاحکام از محمدتقی گیلانی، ترجمة تهذیب الاحکام اثر محمدیوسف گورکانی، مختصر مزار کتاب التهذیب از محمد جاوجانی و گزیدة تهذیب از محمدباقر بهبودی از کتاب‌هایی است که با موضوع تلخیص تهذیب‌الاحکام نوشته شده‌است.
غایة المرام از نعمت‌الله جزایری شرحی بر تهذیب الاحکام است. آقابزرگ تهرانی، شانزده شرح و بیست حاشیه بر کتاب تهذیب را گزارش کرده‌است. از این میان، نام چهار کتاب به عنوان حاشیه بر تمام کتب اربعه آمده‌است. از میان حواشی این کتاب می‌توان به حاشیه احمد احسائی، حواشی میرداماد بر کتب اربعه، جامع الحواشی، و یک شرحی بر مشیخه‌های تهذیب الاحکام با عنوان حدیقة الانظار اثر محمد علی بن قاسم آل کشکول اشاره کرد. کتاب رساله فی الجمع بین حدیث‌های باب الزیادات من التهذیب از شروح این کتاب برشمرده شده‌است. این اثر، تألیف احمد احسائی است. شرح کامل دیگری که بر این اثر نگاشته شده‌است، کتاب ملاذ الاخبار اثر محمدباقر مجلسی است که در شانزده جلد، به شرح این اثر پرداخته‌است. دو شرح دیگر نیز از محمدتقی مجلسی و عبدالله تستری برای این کتاب یاد شده‌است. از شرح ملاظاهر قمی بر تهذیب‌الاحکام، تنها عکس‌های از مقدمه آن در ضمیمه کتاب ترتیب التهذیب سید هاشم بحرانی به چاپ رسیده‌است.
بر اساس گفته شیخ طوسی در مقدمه کتاب  الاستبصار، طوسی روایات متعارض با کتاب تهذیب‌الاحکام را در کتاب الاستبصار جمع کرده‌است و به رفع تعارض آن پرداخته‌است. تنبیه الاریب و تذکرة اللبیب فی ایضاح رجال التهذیب اثر سیدهاشم بحرانی و گزیدة آن انتخاب الجیّد من تنبیهات السید از حسن دمستانی، رسالة فی اسانید التهذیب از فخرالدین طُرَیْحی و تصحیح الاسانید اثر میرزامحمد اردبیلی از دیگر آثار با محوریت تهذیب الاحکام هستند که به تألیف دانشمندان شیعه منتشر شده‌اند. ترتیب اسانید کتاب التهذیب اثر آقاحسین طباطبائی بروجردی است که به خط حسن نوری همدانی و با نام تنقیح اسانید التهذیب چاپ شده‌است، دیگر اثر چاپی با محوریت تهذیب الحکام است. کتاب رجال اسانید یا طبقات رجال کتاب التهذیب که اثر دیگری از آقاحسین طباطبایی است، در جامع الرواة محمد اردبیلی و پس از آن به صورت کامل‌تر و دقیق‌تر در معجم رجال الحدیث سید ابوالقاسم خوئی ذکر شده‌است. بررسی تک تک راویان تهذیب در لوح فشرده «درایة النور» زیرنظر سید محمدجواد شبیری دیگر اثر منتشر شده در خصوص این کتاب است.

## برای مطالعهٔ بیشتر
- شهرستانی، علی (۱۳۹۰). منع تدوین حدیث. ترجمهٔ هادی حسینی. قم: مجمع جهانی اهل البیت علیهم السلام.
- مهدوی‌راد، محمدعلی (۱۳۸۸). تدوین الحدیث عند الشیعه الامامیه. تهران: هستی نما.
- هوروویتس، یوزف (۲۰۰۵). تاریخ تدوین السیرة النبویة. ترجمهٔ حسین نصار. پاریس: دار ببیلیون.